# Barranc de Cal Manxó
El Barranc de Cal Manxó és un torrent afluent per la dreta del Mosoll, a la Vall de Lord.

## Descripció
Neix a 1.485 msnm al vessant meridional de la serra del Verd, a uns 260 metres a l'est del Coll de Brulls. De direcció predominant NW-SE, travessa el clot del Reguer 30 m. al sud de la masia de Cal Manxó i desguassa al Mosoll a 1.249 msnm, uns 200 m. aigües avall del Pont de cal Jepet.

## Municipis que travessa
Tot el seu recorregut el realitza pel terme municipal de la Coma i la Pedra.

## Xarxa hidrogràfica
La xarxa hidrogràfica del Barranc de Cal Manxó està integrada per un total de 4 cursos fluvials dels quals 3 són subsidiaris de 1r nivell de subsidiarietat. La totalitat de la xarxa suma una longitud de 3.284 m.